# Тебеняк (река)
Тебеняк — река в России, протекает по Белозерскому району Курганской области. Устье реки находится в 51 км по правому берегу реки Нияп (пруд Тебенякский № 677) у д. Тебенякское. Длина реки составляет 18 км.
Система водного объекта: Нияп → Тобол → Иртыш → Обь → Карское море.

## Данные водного реестра
По данным государственного водного реестра России относится к Иртышскому бассейновому округу, водохозяйственный участок реки — Тобол от города Курган до впадения реки Исеть, речной подбассейн реки — Тобол. Речной бассейн реки — Иртыш.
Код объекта в государственном водном реестре — 14010500412111200002586.

## Населённые пункты
- д. Бунтина
- с. Першино
- д. Тюменцева
- д. Тебеняк
- д. Тебенякское